# Eric Ramírez (wenezuelski piłkarz)
Eric Kleybel Ramírez Matheus (ur. 20 listopada 1998 w Barinas) – wenezuelski piłkarz, grający na pozycji środkowego napastnika w kolumbijskim klubie Atlético Nacional, do którego jest wypożyczony z Dynama Kijów. Wychowanek Zamory FC, w której rozpoczął seniorską karierę. W swojej karierze grał także w Estudiantes Caracas, MFK Karvinie, FK Senicy, DAC-u Dunajská Streda, Sportingu Gijón oraz Slovanie Bratysława]. Od października 2020 reprezentant Wenezueli.